# حزب الأحرار البريطاني
حزب الهويجز ويقال له أيضاً حزب الأحرار البريطاني كان فصيلاً سياسياً ثم أصبح حزبًا سياسيًا في البرلمان الإسكتلندي، ثم في البرلمان الإنجليزي، وبعده برلمان بريطانيا العظمى وبعدها المملكة المتحدة. وقد تصارع على السلطة مع حزب المحافظين منذ ثمانينيات القرن السابع عشر وحتى خمسينيات القرن التاسع عشر.